# Субриманово многообразие
Субри́маново многообра́зие — математическое понятие, обобщающее риманово многообразие. Суть обобщения состоит в том, что скалярное произведение задается не на касательных пространствах целиком, а только на некоторых их подпространствах (как правило, фиксированной размерности).
Тем самым, в субримановом многообразии понятие длины определено не для всех кривых, а только для так называемых горизонтальных кривых (тех, которые в каждой своей точке касаются соответствующего подпространства). Возникающая таким образом внутренняя метрика субриманова многообразия называется метрикой Карно-Каратеодори.

## Определение
- Пусть {\displaystyle M} — гладкое многообразие размерности {\displaystyle m}, на котором задано гладкое распределение {\displaystyle \Delta } размерности {\displaystyle n<m}, т.е. в каждой точке {\displaystyle x\in M} задано линейное подпространство {\displaystyle \Delta _{x}} касательного пространства {\displaystyle T_{x}M} которое гладко зависит от точки {\displaystyle x}. Подпространства {\displaystyle \Delta _{x}} называются горизонтальными. Векторное поле и кривая на {\displaystyle M} называются горизонтальными, если они касаются распределения {\displaystyle \Delta } в каждой точке (в случае кривой имеются в виду все точки, в которых кривая имеет касательную).
- Распределение {\displaystyle \Delta } называется вполне неинтегрируемым или вполне неголономным, если в каждой точке {\displaystyle x\in M} любой вектор касательного пространства {\displaystyle T_{x}M} представим в виде линейной комбинации векторов вида

{\displaystyle A,\ [A,B],\ [A,[B,C]],\ [A,[B,[C,D]]],\ \dots }
с некоторыми {\displaystyle A,B,C,D,\dots \in \Delta _{x}}. Здесь {\displaystyle [A,B]} означает скобку Ли векторных полей.
- Многообразие {\displaystyle M} с определённым на нём вполне неинтегрируемым распределением {\displaystyle \Delta } называется субримановым, если каждое горизонтальное подпространство {\displaystyle \Delta _{x}\subset T_{x}M} снабжено скалярным произведением g — метрическим тензором, меняющимся от точки к точке гладким образом. Другими словами, субримановым многообразием называется тройка {\displaystyle (M,\Delta ,g)}.

## Связанные понятия

### Теорема Рашевского — Чоу
Теорема Рашевского — Чоу утверждает, что для любых двух точек линейно связного субриманова многообразия найдется кусочно-гладкая горизонтальная кривая, соединяющая эти точки. Эта теорема была доказана независимо советским математиком П. К. Рашевским (1938) и китайским математиком Чоу (Wei-Liang Chow, 1939).
В этой теореме условие гладкости вполне неголономного распределения может быть ослаблено и заменено условием лишпицевости.

### Метрика Карно — Каратеодори
Каждое субриманово многообразие обладает метрикой, определённой по аналогии с римановым многообразием формулой
{\displaystyle d(x,y)=\inf \int _{0}^{1}{\sqrt {g({\dot {\gamma }}(t),{\dot {\gamma }}(t))}}\,dt,}
где инфимум берётся по всевозможным кусочно-гладким горизонтальным кривым, соединияющим точки x и y, то есть {\displaystyle \gamma :[0,1]\to M}, {\displaystyle \gamma (0)=x}, {\displaystyle \gamma (1)=y}. Определённая таким образом метрика {\displaystyle d(x,y)} называется метрикой Карно-Каратеодори.